# Martin Lapointe (hockey sur glace)
Pour les articles homonymes, voir Martin Lapointe.
Martin Lapointe (né le 12 septembre 1973 à Ville Saint-Pierre, dans la province de Québec au Canada) est un joueur de hockey sur glace professionnel de la Ligue nationale de hockey. Il jouait à la position d'ailier droit.

## Carrière dans la LNH
Il a été repêché par les Red Wings de Détroit lors du Repêchage d'entrée dans la LNH 1991, à la 10e position.
Lapointe a remporté la Coupe Stanley à deux reprises avec les Red Wings en 1997 et en 1998. En 2001-2002, il a signé un contrat avec les Bruins de Boston, avec qui il a disputé trois saisons. Depuis la saison 2005-2006, il joue avec les Blackhawks de Chicago. Il a été nommé capitaine de l'équipe pour la deuxième moitié de la saison 2005-06, à la suite de la blessure d'Adrian Aucoin qui l'a gardé à l'écart pour le reste de la saison.
Le 26 février 2008, il passe aux mains des Sénateurs d'Ottawa en retour d'un choix de sixième ronde au repêchage de 2008.

### Trophées et honneurs personnels
- 1992-1993 : personnalité de l'année de la Ligue de hockey junior majeur du Québec (trophée Paul-Dumont)
- 1992-1993 : récipiendaire de la Coupe RDS
- 1997 et 1998 : il remporte la Coupe Stanley avec les Red Wings de Détroit

## Statistiques
Pour les significations des abréviations, voir Statistiques du hockey sur glace.
| Saison     | Équipe                    | Ligue      |     | Saison régulière | Saison régulière | Saison régulière | Saison régulière | Saison régulière |    | Séries éliminatoires | Séries éliminatoires | Séries éliminatoires | Séries éliminatoires | Séries éliminatoires |
| Saison     | Équipe                    | Ligue      | PJ  | B                | A                | Pts              | Pun              | PJ               | B  | A                    | Pts                  | Pun                  |                      |                      |
| 1989-1990  | Titan de Laval            | LHJMQ      | 65  | 42               | 54               | 96               | 77               | 14               | 8  | 17                   | 25                   | 64                   |                      |                      |
| 1990-1991  | Titan de Laval            | LHJMQ      | 64  | 44               | 54               | 98               | 66               | 13               | 7  | 14                   | 21                   | 26                   |                      |                      |
| 1991-1992  | Titan de Laval            | LHJMQ      | 31  | 25               | 30               | 55               | 84               |                  |    |                      |                      |                      |                      |                      |
| 1991-1992  | Red Wings de Détroit      | LNH        | 4   | 0                | 1                | 1                | 5                | 3                | 0  | 1                    | 1                    | 4                    |                      |                      |
| 1991-1992  | Red Wings de l'Adirondack | LAH        |     |                  |                  |                  |                  | 8                | 2  | 2                    | 4                    | 4                    |                      |                      |
| 1992-1993  | Titan de Laval            | LHJMQ      | 35  | 38               | 51               | 89               | 41               |                  |    |                      |                      |                      |                      |                      |
| 1992-1993  | Red Wings de l'Adirondack | LAH        | 8   | 1                | 2                | 3                | 9                |                  |    |                      |                      |                      |                      |                      |
| 1992-1993  | Red Wings de Détroit      | LNH        | 3   | 0                | 0                | 0                | 0                |                  |    |                      |                      |                      |                      |                      |
| 1993-1994  | Red Wings de l'Adirondack | LAH        | 28  | 25               | 21               | 46               | 47               | 4                | 1  | 1                    | 2                    | 8                    |                      |                      |
| 1993-1994  | Red Wings de Détroit      | LNH        | 50  | 8                | 8                | 16               | 55               | 4                | 0  | 0                    | 0                    | 6                    |                      |                      |
| 1994-1995  | Red Wings de l'Adirondack | LAH        | 39  | 29               | 16               | 45               | 80               |                  |    |                      |                      |                      |                      |                      |
| 1994-1995  | Red Wings de Détroit      | LNH        | 39  | 4                | 6                | 10               | 73               | 2                | 0  | 1                    | 1                    | 8                    |                      |                      |
| 1995-1996  | Red Wings de Détroit      | LNH        | 58  | 6                | 3                | 9                | 93               | 11               | 1  | 2                    | 3                    | 12                   |                      |                      |
| 1996-1997  | Red Wings de Détroit      | LNH        | 78  | 16               | 17               | 33               | 167              | 20               | 4  | 8                    | 12                   | 60                   |                      |                      |
| 1997-1998  | Red Wings de Détroit      | LNH        | 79  | 15               | 19               | 34               | 106              | 21               | 9  | 6                    | 15                   | 20                   |                      |                      |
| 1998-1999  | Red Wings de Détroit      | LNH        | 77  | 16               | 13               | 29               | 141              | 10               | 0  | 2                    | 2                    | 20                   |                      |                      |
| 1999-2000  | Red Wings de Détroit      | LNH        | 82  | 16               | 25               | 41               | 121              | 9                | 3  | 1                    | 4                    | 20                   |                      |                      |
| 2000-2001  | Red Wings de Détroit      | LNH        | 82  | 27               | 30               | 57               | 127              | 6                | 0  | 1                    | 1                    | 8                    |                      |                      |
| 2001-2002  | Bruins de Boston          | LNH        | 68  | 17               | 23               | 40               | 101              | 6                | 1  | 2                    | 3                    | 12                   |                      |                      |
| 2002-2003  | Bruins de Boston          | LNH        | 59  | 8                | 10               | 18               | 87               | 5                | 1  | 0                    | 1                    | 14                   |                      |                      |
| 2003-2004  | Bruins de Boston          | LNH        | 78  | 15               | 10               | 25               | 67               | 7                | 0  | 0                    | 0                    | 14                   |                      |                      |
| 2005-2006  | Blackhawks de Chicago     | LNH        | 82  | 14               | 17               | 31               | 106              |                  |    |                      |                      |                      |                      |                      |
| 2006-2007  | Blackhawks de Chicago     | LNH        | 82  | 13               | 11               | 24               | 98               |                  |    |                      |                      |                      |                      |                      |
| 2007-2008  | Blackhawks de Chicago     | LNH        | 52  | 3                | 4                | 7                | 47               |                  |    |                      |                      |                      |                      |                      |
| 2007-2008  | Sénateurs d'Ottawa        | LNH        | 18  | 3                | 3                | 6                | 23               | 4                | 0  | 0                    | 0                    | 4                    |                      |                      |
| Totaux LNH | Totaux LNH                | Totaux LNH | 991 | 181              | 200              | 381              | 1 417            | 108              | 19 | 24                   | 43                   | 202                  |                      |                      |